# Sonam Tobgye
Lyonpo Sonam Tobgye est un homme politique bhoutanais. Il fut premier ministre du Bhoutan par intérim en 2013 pour assurer la transition entre le gouvernement de Jigme Thinley et celui de Tshering Tobgay.